# Península de Freycinet

Mapa de las islas con los topónimos en idioma español.

La península de Freycinet es una extensa península ubicada entre la bahía de la Anunciación (al norte) y puerto Fitz Roy (al sur) en el centro-este de la isla Soledad, en las islas Malvinas, que según la Organización de las Naciones Unidas (ONU), están en litigio de soberanía entre el Reino Unido, quien la administra como parte del territorio británico de ultramar de las Malvinas, y la Argentina, quien reclama su devolución, y la integra en el departamento Islas del Atlántico Sur de la provincia de Tierra del Fuego, Antártida e Islas del Atlántico Sur. No posee un nombre en idioma inglés.

## Características
Se ubica al sur de la península de San Luis y es la segunda en tamaño de la isla (después de Lafonia). Aquí se encuentran las elevaciones más orientales de las Alturas Rivadavia (como el cerro Zapador, la colina De la Radio, el Monte Canopus, entre otras), las elevaciones de monte Bajo y monte Beagle y la ciudad de Puerto Argentino/Stanley, el asentamiento más poblado de las Malvinas y la capital del territorio. El cabo San Felipe es su punto extremo este y la punta Tirada su punto extremo norte. El puerto Groussac se encuentra en la costa norte, que posee la rada de Puerto Argentino y la caleta Serpiente, entre otros accidentes donde desembocan algunos cursos fluviales como el río Murrell y el arroyo Caprichoso.
La península tuvo una gran acción durante la guerra de las Malvinas en 1982, ocurriendo varias batallas y permaneciendo hasta la actualidad trincheras (en los cerros) y campos minados (en las ensenadas cercanas a la capital).